# 1 Gdański Batalion Łączności
1 Gdański Batalion Łączności (1 bł) – oddział łączności Wojska Polskiego we Francji.
1 Batalion Łączności był organicznym oddziałem łączności 1 Dywizji Grenadierów. Został sformowany w grudniu 1939 roku we Francji poprzez wydzielenie zalążków ze składu dotychczasowego Pułku Specjalnego. Walczył w kampanii francuskiej 1940 roku.

## Organizacja i obsada personalna
Organizacja i obsada personalna batalionu 3 maja 1940 roku:

Dowództwo
- dowódca batalionu - mjr dypl. łącz. Tadeusz Rola
- adiutant - kpt. Edwin Teobald Wenske[4][5][6]

Kompania Telefoniczna
- dowódca kompanii - kpt. Alfred Stanisław Burkot[7]
- dowódca plutonu - ppor. Górski
- dowódca plutonu - ppor. Gerard Stanisław Gutowski[8][9]
- dowódca plutonu - por. Józef Giaro
- dowódca plutonu - ppor. Jarnuszkiewicz
- szef kompanii - chor. Marian Rękawek

Kompania Radio
- dowódca kompanii - kpt. Tadeusz Lisicki[10]
- dowódca plutonu - ppor. Eugeniusz Rzymowski
- dowódca plutonu - ppor. Henryk Emil Nędza
- dowódca plutonu - ppor. Jerzy Krauze
- dowódca plutonu - ppor. Zymko
- szef kompanii - chor. Jan Marciniak

Centrala – Biuro Szyfrów